# Ändligtgenererad modul
Inom ringteorin, en del av matematiken, är en ändligtgenererad modul en vänster- eller högermodul över någon unitär ring, sådan att den genereras av någon ändlig delmängd. Således är vänstermodulen M över ringen R ändligtgenererad, om det finns någon ändlig delmängd G = {g1,...,gr} av M, sådan att varje element i M kan framställas som en linjärkombination {\displaystyle a_{1}g_{1}+a_{2}g_{2}+\ldots +a_{r}g_{r}}, där {\displaystyle a_{1},a_{2},\ldots ,a_{r}\in A} och {\displaystyle g_{1},g_{2},\ldots ,g_{r}\in G}. Motsvarande gäller om M är en högermodul; en allmän linjärkombination skrivs då dock {\displaystyle g_{1}a_{1}+g_{2}a_{2}+\ldots +g_{r}a_{r}}.
Ett linjärt rum är ändligtgenererat (som modul över sin kropp av skalärer) precis om rummet har ändlig dimension. En abelsk grupp är ändligtgenererad (som modul över Z) precis om den är en ändligtgenererad grupp. Om generatormängden bara innehåller ett enda element, så kallas modulen cyklisk.

## Karakteristiska egenskaper
Vänstermodulen M över R genereras av den ändliga delmängden G om och endast om M själv är den enda delmodulen av M som omfattar G. Om   G = {g1,...,gn}   genererar M, så finns vidare en epimorfi   π : Rn → M   genom att (a1,...,an) avbildas på linjärkombinationen   a1g1+...+angn. Omvänt är varje homomorf bild av en fri modul med en ändlig bas ändligtgenererad.